# NGC 3502
NGC 3502 في الفهرس العام الجديد، هي مجرة، تقع في كوكبة الباطية. اكتشفت بواسطة فرانسيس بريسيرفد ليفنوورث.

## روابط خارجية
- NGC 3502 على موقع ويكي سكاي: DSS2, SDSS, GALEX, IRAS, Hydrogen α, X-Ray, Astrophoto, Sky Map, Articles and images